# 田中貢一
田中 貢一（たなか こういち、1881年12月24日 - 1965年2月25日）は、日本の植物学者。

## 人物
長野県東筑摩郡広丘村（現塩尻市）出身。明治35年（1902年）長野県師範学校在学中のに信濃博物学会創設に参画し、編集主任として「信濃博物雑誌」の発行にあたった。また東宮（のちの大正天皇）の巡幸により同校を訪れた際には、予め採集したトガクシショウマ（トガクシソウ）を献上した。同36年（1903年）卒業、上水内郡古牧小学校訓導となる。同37年（1904年）牧野富太郎の斡旋により東京帝国大学農学部実科の池野成一郎の助手となった。大正2年（1913年）帝国駒場農園が設立されると、技術長として農産物種子検査や苗木の育成、全国の小学校の学校植物園の普及事業に従事した。
キバナアツモリ、ガンジスミレ、ミヤマツメクサ、シロウマナズナなどの新種も多く発見し、矢澤米三郎、河野齢蔵、志村烏嶺と並ぶ、日本の高山植物収集の先駆者となった。

## 著作
- 「日本植物図鑑」（牧野富太郎と共著）
- 「科属検索日本植物志」（牧野富太郎と共著）
- 「信濃の花」
- 「花物語」
- 「浅間附近産植物目録」